# Sakurako Kimino
Sakurako Kimino (公野 櫻子 Kimino Sakurako?) es una novelista japonesa. Es reconocida por ser la creadora de Sister Princess y Strawberry Panic!, dos exitosos mangas bishōjo donde todos los personajes en ambas serie son chicas jóvenes. Otro de sus reconocidos trabajos es Love Live!. También ha tenido su trabajo serializado en la revista japonesa bishōjo Dengeki G's Magazine, publicado por MediaWorks. Es también la creadora de la novela ligera Baby Princess, que fue serializado en Dengeki G's Magazine.

## Trabajos
- Sister Princess (1999-2003)
- Puppy Girls ~Watashi no Oji-sama~ (2003)
- Strawberry Panic! (2003-2006)
- Baby Princess (2007-2012)
- Love Live! (2010-)
- Love Live! Sunshine!! (2015-)